# Korning
Korning er en landsby i Østjylland med 425 indbyggere  (2024). Korning er beliggende i Korning Sogn fire kilometer vest for Hatting, 10 kilometer vest for Horsens og 10 kilometer nord for Hedensted. Byen tilhører Hedensted Kommune og er beliggende i Region Midtjylland.
Korning Kirke og Korning Skole ligger i byen.